# Pullulanase
Ne doit pas être confondu avec Pullulane.
La pullulanase est une glycoside hydrolase qui catalyse l'hydrolyse des liaisons osidiques α-D-(1→6) du pullulane, de l'amylopectine et du glycogène, ainsi que celles des dextrines limites α et β de ces deux derniers.  Les pullulanases de type I attaquent spécifiquement les liaisons α-(1→6) tandis que les pullulanases de type II sont également capables d'hydrolyser les liaisons α-(1→4).
Cette enzyme est produite par diverses bactéries et archées. L'exoenzyme constituée d'une lipoprotéine liée à la surface cellulaire de bactéries à Gram négatif du genre Klebsiella en est un exemple.